# 位相空間 (物理学)

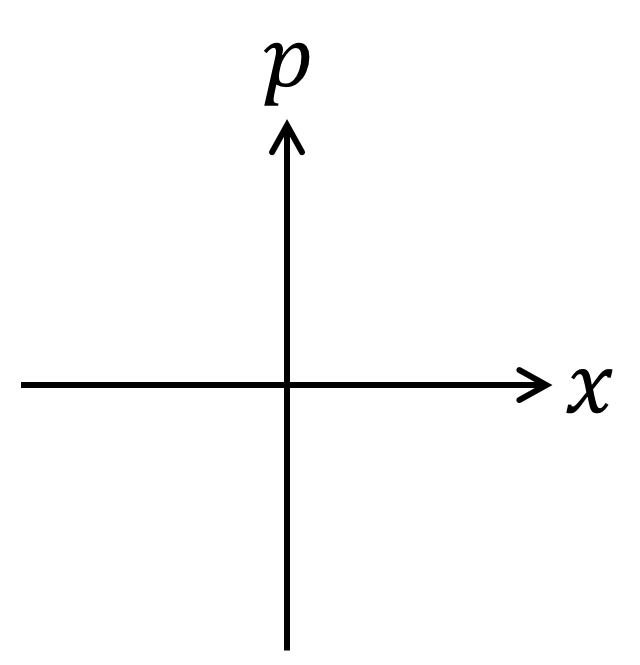
位相空間

物理学における位相空間（いそうくうかん、英: phase space）とは、力学系の位置と運動量を座標（直交軸）とする空間のことである。数学における位相空間（topological space）と区別するために、相空間と呼ぶ流儀もある（相空間も参照）。
ハミルトン形式においては位置と運動量が力学変数となり、力学変数の関数として表される物理量は位相空間上の関数となる。
1個の質点の運動の状態は、その位置と運動量を指定することで定まる。d-次元空間における運動では、位置と運動量がそれぞれ d 成分あり、合わせて 2d 成分となる。これらを座標とする 2d 次元の空間が位相空間である。1個の質点の運動の状態は位相空間上の1個の点として表現され、これは状態点と呼ばれる。運動方程式に従って位置と運動量は時間変化し、時間の経過とともに状態点は1本の軌跡を描く。
d-次元空間を運動する N 個の質点系の運動の状態は 2d 次元位相空間上の N 個の状態点の分布として表現され、時間とともにその分布が変化する。
質点系は上記の分布による表現だけではなく、N 個の質点の各々の位置と運動量のすべてを座標とする 2Nd-次元の位相空間を考えることができる。質点系の運動の状態はこの 2Nd-次元空間上の1個の状態点として表現され、時間の経過とともに1本の軌跡を描く。前者の 2d-次元の位相空間は μ-空間、後者の 2Nd-次元の位相空間は Γ-空間と呼ばれる。

## 一次元調和振動子の例
1次元で粒子が1つなので位相空間は2次元の平面となり、粒子の位置を x、運動量を p とすると、位相空間上の点は (x,p) であらわされる。
ばね定数をk として、ハミルトニアンは
{\displaystyle H={\frac {1}{2m}}p^{2}+{\frac {k}{2}}x^{2}}
であらわされるから、エネルギーが一定の条件下で振動する場合、位相空間での一次元調和振動子の描く軌跡は楕円となる。
異なるエネルギーで振動する振動子の状態点の描く軌跡は同心円状となり交わることはない。
量子力学では、不確定性原理のため位置と運動量を同時に決めることはできないので、量子（粒子に相当）の状態は位相空間上の点の代わりに測定値の確率分布を与える波動関数で表現されることになる。